# رداء الحمض
رداء الحمض (بالإنجليزية: Acid mantle)‏ هو غشاء رقيق جدا حمضي قليلا يعمل حاجزا على سطح الجلد ضد البكتيريا والفيروسات وغيرها من الملوثات المحتملة التي قد تخترق الجلد. تفرزه الغدد الزهمية. درجة حموضة الجلد ما بين 4.5 و 6.2 فهي حمضية قليلا. ولأن الدم قلوي قليلا (بحدود 7.4)، ولكون البكتيريا المسببة للأمراض أصبحت متكيفة مع درجة حموضة الجلد وقادرة على الوصول إلى الأنسجة الداخلية فإنها سوف تصادف بيئة متكيفة معها بشكل أقل. هذا المزيج من الحمضية الخارجية والقلوية الداخلية هي واحدة من دفاعات المضيف غير محددة في الجسم ضد البكتيريا المسببة للأمراض.